# Edward Riou Benson
Edward Riou Benson, britanski general, * 1903, † 1985.